# 塔納通·宗龍倫吉
塔納通·宗龍倫吉（皇家轉寫：Thanathon Chuengrungrueangkit；發音：[tʰā.nāː.tʰɔ̄ːn t͡ɕɯ̄ŋ.rûŋ.rɯ̄a̯ŋ.kìt]，1978年11月25日—），漢名庄海文，小名Ek，是泰国政治家，曾經担任未来前进党黨魁。塔納通从他23歲起，直到2018年5月，是泰国最大的汽车零部件制造商泰国三友集团的执行副总裁。塔納通於2018年3月和泰國法政大學法律系前講師畢亞卜·森甲諾格古爾创立未来前进党，並在2018年5月被黨內成員一致推选为党魁。然而，塔納通於2020年2月因向所屬政黨貸款，獲泰國憲法法院判處未来前進党解散，並且10年內不得從事政治。

## 早年生活與家庭
塔納通在曼谷第三代潮州後裔泰國人家庭出生和成長，在家中五兄弟姊妹中排行第二。他的父親巴德達那·宗龍倫吉在1977年創辦了泰國高峯集團；他的母親索姆邦·宗龍倫吉在巴德達那於2002年逝世後接掌公司，是泰國高峯集團的現任主席和行政總裁。宗龍倫吉家族也持有了泰國傳媒集團《國內》報業的大量股份。塔納通在開始其政治生涯後辭去了《國內》報業董事局和泰國高峯集團內的所有職務。
塔納通的叔父素里亞·莊龍倫吉（莊俊奇）也是一位政治家，並曾出任泰國工業部和交通部部長。素立亞曾經是泰國親軍政府政黨人民國家力量黨的領袖之一，並在佩通坦·西那瓦被暫停總理職務後代理總理。

## 政治生涯
2018年3月15日，塔納通和泰國法政大學法律系前講師畢亞卜·森甲諾格古爾（ปิยบุตร แสงกนกกุล）向泰國選舉委員會登记创立未来前进党（พรรคอนาคตใหม่），並在同年5月的首次黨大會被一致推选为党魁。
自創立未來前進黨開始，塔納通為該黨訂下了若干政治願景：
1. 泰國政治去軍事化，回歸文人政府統治；
2. 加強政治問責；
3. 更公平財富分配；
4. 建立能夠確保人類尊嚴的社會福利系統；
5. 加強地方分权。

為確保未來前進黨的獨立性和透明度，該黨發展了一套獨特的捐款模式，使其的經濟來源完全依賴黨員和支持者的捐獻。未來前進黨訂下了從黨員和公眾籌款3.5億泰銖的目標，以進行2019年選舉的競選活動。
由於塔納通年輕、具有商業背景和獨特的政治觀念，國際媒體經常將之與法國總統埃马纽埃尔·马克龙和加拿大總理賈斯汀·杜魯多比較。
塔納通經常被泰國媒體稱為「億萬富翁平民」；這個稱呼代表了泰國社會階級的奮鬥。他也經常被他的年輕女支持者稱為「Daddy」；這個稱呼源於泰國電視劇金橘花中女主角Fah (阿莉亞飾)對她年長又富有的愛人的稱呼。
2019年11月20日，泰國憲法法院裁定塔納通違反選舉法罪名成立，禁止他成為國會議員。
2020年2月21日，泰国宪法法院裁定未来前进党党魁塔纳通向该党贷款违法，判处未来前進党解散，自宣判之日起，禁止塔纳通等11名主要成员参政10年，并不许立即组建新政党。

## 外部連結
- 塔納通·宗龍倫吉的Facebook專頁
- 塔納通·宗龍倫吉的X（前Twitter）